# Due come noi (programma televisivo)
Due come noi  è stato un programma televisivo di intrattenimento trasmesso dalla Rete 1 in quattro puntate a partire dal 20 gennaio al 10 febbraio  1979, condotto da Pino Caruso e Ornella Vanoni per la regia di Antonello Falqui. Gli autori erano lo stesso Falqui, Pino Caruso, Michele Guardì e Enzo Di Pisa. Il costumista era Corrado Colabucci.

## Fonti
- Rai Teche, Varietà, su teche.rai.it (archiviato dall'url originale il 6 marzo 2014).